# Droga krajowa SS22 (Włochy)
Droga krajowa SS22 (wł. Strada Statale 22 di Val Macra) – droga krajowa czwartej kategorii we Włoszech. Droga biegnie przez Dolinę Maira od miejscowości Acceglio przez Dronero i Cuneo do skrzyżowania drogą krajową SS28 kilka kilometrów na północ od Mondovì. Trasa jest jedno-jezdniowa.